# Mime (singolo)
Mime (マイム?, Maimu) è il trentaseiesimo singolo della rock band visual kei giapponese Plastic Tree. È stato pubblicato il 3 settembre 2014 dall'etichetta major Victor Entertainment.
Il singolo è stato stampato in quattro versioni, tutte in confezione jewel case e con copertine che, affiancate l'una sull'altra, formano un'immagine unica ciclica a tema circense, ricorrente nell'immaginario visivo della band, realizzata dallo studio Gekidan inu curry (劇団イヌカレー?), lo stesso che si è occupato del design di anime come Puella Magi Madoka Magica o Sayonara Zetsubō-sensei: tre special edition con differenti DVD extra, e una normal edition con il solo CD.

## Tracce
Dopo il titolo è indicata fra parentesi "()" la grafia originale del titolo, eventuali note sono indicate dopo il punto e virgola ";".

### CD
1. Mime (マイム?, Maimu) - 4:59 (Ryūtarō Arimura - Tadashi Hasegawa)
2. Twinkle (トゥインクル?, Tuinkuru) - 4:35 (Tadashi Hasegawa - Kenken Satō)
3. Recall (リコール?, Rikōru) - 3:41 (Kenken Satō - Akira Nakayama)
4. Mime (Instrumental) (マイム (Instrumental)?, Maimu (Instrumental)) - 4:59 (Tadashi Hasegawa)

#### DVD A
Prima parte della performance dal vivo dell'EP echo intitolata 「echo」jitsuenban · Sono ichi (「echo」実演版・其の一? "Versione dimostrativa di「echo」 · Prima parte")
1. Kyokuron (曲論?)
2. Kiki (嬉々?)
3. Rinbu (輪舞?)

#### DVD B
Seconda parte della performance dal vivo dell'EP echo intitolata 「echo」jitsuenban · Sono ni (「echo」実演版・其の二? "Versione dimostrativa di「echo」 · Seconda parte")
1. Dōkō (瞳孔?)
2. Amaoto (雨音?)
3. Kage'e (影絵?)

#### DVD C
1. Mime (マイム?, Maimu); videoclip

## Formazione
- Ryūtarō Arimura - voce e seconda chitarra
- Akira Nakayama - chitarra e cori
- Tadashi Hasegawa - basso e cori
- Kenken Satō - batteria